# Stephan Fasshauer
Stephan Fasshauer (geboren 1973 in Pfäffikon) ist seit 2017 Mitglied des Direktoriums der Deutschen Rentenversicherung Bund. Ab Juli 2025 ist er Hauptgeschäftsführer der Deutschen Gesetzlichen Unfallversicherung.
Fasshauer wuchs in Freiburg im Breisgau auf, wo er an der Waldorfschule das Abitur ablegte. Er studierte von 1993 bis 1998 an der Julius-Maximilians-Universität Würzburg Volkswirtschaftslehre und promovierte als externer Doktorand von 1999 bis 2003 am Würzburger Lehrstuhl für Volkswirtschaftslehre, Geld- und internationale Wirtschaftsbeziehungen bei Peter Bofinger. Von 1999 bis 2004 war Fasshauer als Referent, von 2004 bis 2005 als Referatsleiter beim Verband Deutscher Rentenversicherungsträger tätig, von 2005 bis 2006 als Referatsleiter bei der Deutschen Rentenversicherung Bund. Im Jahr 2006 wechselte er zum Bundesministerium für Arbeit und Soziales, wo er bis 2010 als Referatsleiter arbeitete. Von 2010 bis 2014 war er stellvertretender Geschäftsführer der Deutschen Rentenversicherung Berlin-Brandenburg, von 2014 bis 2017 Geschäftsführer. Seit Dezember 2017 ist Fasshauer Mitglied des Direktoriums bei der Deutschen Rentenversicherung Bund, im Dezember 2023 wurde er in diese Funktion für weitere sechs Jahre wiedergewählt. Ab Juli 2025 wird er als Hauptgeschäftsführer der Deutschen Gesetzlichen Unfallversicherung tätig sein.

## Veröffentlichungen
- Das Alterssicherungssystem in Deutschland im Rahmen der Neuen Institutionenökonomie, Hamburg, 2003
- Mitautor bei: Ernst & Young / Verband Deutscher Rentenversicherungsträger (Herausgeber): Ratgeber zur Altersvorsorge, Stollfuß Verlag, Bonn, 2004, 2. Auflage
- Mitautor bei: PWC / Deutsche Rentenversicherung Bund (Herausgeber): Handbuch Altersvorsorge, Stollfuß Verlag, Bonn, 2009
- Mitautor im Gemeinschaftskommentar zum Sozialgesetzbuch – Gesetzliche Rentenversicherung, Franz Ruland / Joachim Försterling (Herausgeber), seit 2011